# Mjehurasta suručica
Mjehurasta suručica (lat. Physocarpus), rod listopadnih grmova iz porodice ružovki (Rosaceae) rasprostranjen prvenstveno po Sjevernoj Americi, te jedna vrsta (P. amurensis) u Aziji (Sjeverna Koreja, Kina, Rusija).
Postoji 7 priznatih vrsta, a u Hrvatskoj raste samo vrsta poznata kao pucavac, P. opulifolius.
Ime suručica označava poseban rod latinski nazvan Spiraea.

## Vrste
- Physocarpus alternans (M.E.Jones) J.T.Howell
- Physocarpus amurensis (Maxim.) Maxim.
- Physocarpus capitatus (Pursh) Kuntze
- Physocarpus intermedius (Rydb.) C.K.Schneid.
- Physocarpus malvaceus (Greene) Kuntze
- Physocarpus monogynus (Torr.) Kuntze
- Physocarpus opulifolius (L.) Maxim.